# 民撰議院設立建白書

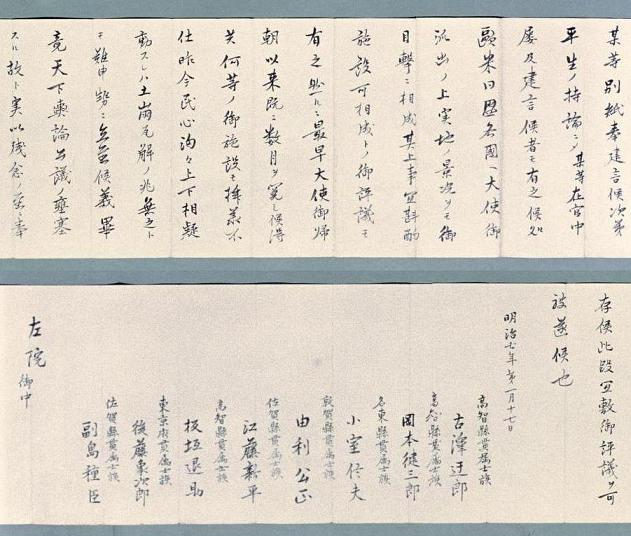
民撰議院設立建白書・序文

民撰議院設立建白書（みんせんぎいんせつりつけんぱくしょ）は、1874年（明治7年）1月17日、前参議・板垣退助、後藤象二郎らが、政府に対して最初に民選の議会開設を要望した建白書。自由民権運動の端緒となった文書である。「民撰議院設立の建白書」と言われる場合もある。

## 建白書の提出まで
1873年（明治6年）末、征韓論を巡り発生した明治六年政変で、敗北した征韓派5名の参議が下野した。このうち、鹿児島に帰郷した西郷隆盛を除く板垣退助ら4名は、1874年1月12日、政治結社である愛国公党を結成する。立党宣言の「愛国公党本誓」は天賦人権論に基づき、専制政府を批判して人民の「通義権理」を保護・主張し、人民が独立不羈となるようにさせるため、天皇と臣民が一体となる政体を作るべきと主張した。
愛国公党を結成して5日後の17日、板垣退助、後藤象二郎、江藤新平、副島種臣ら前参議4名に、古沢滋、小室信夫、由利公正、岡本健三郎を加えた8名は、立法議政機関であった左院に、連名で民撰議院設立建白書を提出した。建白書の起草者は古沢である。

## 建白書の内容
民撰議院設立建白書は、まず政治権力が天皇にも人民にもなく、ただ有司専制（ゆうしせんせい。有司＝官僚）にあることを批判する。そして、この窮地を救う道はただ「天下ノ公議」を張ることにあり、「天下ノ公議」を張るとは「民撰議院」を設立することであるとする。「民撰議院」によって有司の専権を抑え、以て国民は幸福を享受することになると主張する。また、納税者には参政権があることも強調している。

## 建白書の影響
民撰議院設立建白書の内容は、イギリス人ジョン・レディー・ブラックによる新聞『日新真事誌』に掲載され、民撰議院論争を引き起こした。2月3日、明六社の加藤弘之は時期尚早として反対したが、20日に板垣、後藤、副島らが反論。また、23日には大井憲太郎の反論も掲載され、以降は加藤と大井によって論争が繰り広げられた。
民撰議院設立建白書は、天賦人権論に立脚しているものの、当時、困窮を極めた不平士族の不満が形を変えて噴出したものであったと言える。しかし、国民各層にはその考え方が次第に浸透して行き、自由民権運動の気運が高まるきっかけとなった。